# 勞斯冰川
60°38′S 45°38′W / 60.633°S 45.633°W
勞斯冰川是南極洲的冰川，處於南奧克尼群島的科羅內申島南岸，最終注入馬歇爾灣，由英國南極名稱諮詢委員會命名，現時由南極條約體系管理。